# Laipejaure
Laipejaure är en sjö i Kiruna kommun i Lappland och ingår i Torneälvens huvudavrinningsområde. Sjön har en area på 0,0682 kvadratkilometer och ligger 615 meter över havet.

## Delavrinningsområde
Laipejaure ingår i det delavrinningsområde (761811-171894) som SMHI kallar för Mynnar i Lainioälven. Medelhöjden är 684 meter över havet och ytan är 84,1 kvadratkilometer. Det finns inga avrinningsområden uppströms utan avrinningsområdet är högsta punkten. Kaskasjåkkå som avvattnar avrinningsområdet har biflödesordning 3, vilket innebär att vattnet flödar genom totalt 3 vattendrag innan det når havet efter 448 kilometer. Avrinningsområdet består mestadels av kalfjäll (98 procent). Avrinningsområdet har 0,47 kvadratkilometer vattenytor vilket ger det en sjöprocent på 0,6 procent.